# Nierembergia browallioides
Nierembergia browallioides ist eine Pflanzenart aus der Gattung der Weißbecher (Nierembergia) in der Familie der Nachtschattengewächse (Solanaceae).

## Beschreibung
Nierembergia browallioides ist eine aufrecht wachsende Pflanze, die Wuchshöhen von 40 cm erreicht und besonders stark verzweigt. Die Laubblätter sind 16 bis 50 mm lang, an der Basis sind sie etwa 18 mm breit. Die Tragblätter sind etwa 4 mm breit und elliptisch verjüngt.
Die Blüten stehen an 0,2 bis 4 mm langen Blütenstielen. Der Kelch ist 12 bis 18 mm lang und mit 5 bis 8 mm langen, eiförmigen Zipfeln besetzt. An der Frucht ist der Kelch vergrößert. Die Krone ist glockenförmig und misst 15 bis 21 mm im Durchmesser, die Kronröhre ist 12 bis 22 mm Lang. Im Inneren ist sie verwaschen violett gefärbt und wird zum Rand heller, annähernd weiß. Es gibt drei kurze und zwei lange Staubblätter. Der Griffel ist aufrecht oder geringfügig gebogen und unterhalb der breit quer stehenden Narbe stark verdickt.
Die Chromosomenzahl beträgt 2n = 16.

## Vorkommen
Die Art kommt in Höhenlagen zwischen 1700 und 3300 m vor. Sie ist im Nordwesten Argentiniens in den Provinzen Salta, Tucumán und Catamarca sowie in Bolivien zu finden.

## Systematik und botanische Geschichte
Die Art wurde 1874 von August Grisebach erstbeschrieben.